# Ofen

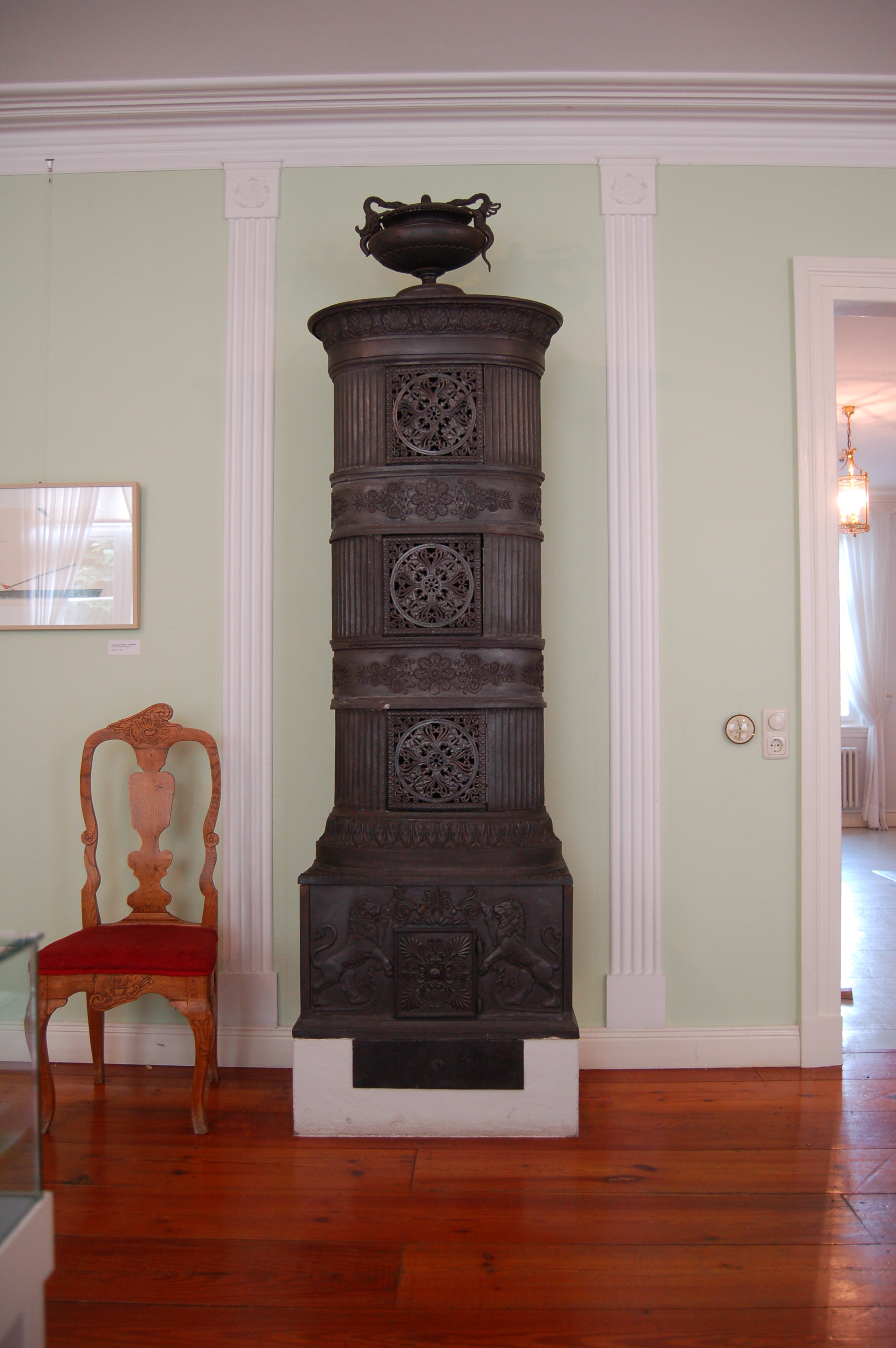
Wohnzimmerofen aus Uetersen, 19. Jh.

Ein Ofen (von mittelhochdeutsch oven/ofen) ist eine Vorrichtung zur kontrollierten Erzeugung von Wärme für die direkte Übertragung ebendieser Wärme in eine Raumzone, meist durch Verbrennung von Brennholz oder fossilen Brennstoffen wie Gas, Öl oder Kohle. Der historische Beruf des Ofenherstellers ist der Ofenbauer, meist zum Bau von Kachelöfen.
Öfen existieren in verschiedenen Bauformen und für verschiedene Anwendungen, von einfachen überkuppelten Feuerstellen zum Backen und Heizen bis zu den großen Hochöfen zum Erzeugen von Stahl des industriellen Zeitalters.

## Ofenarten
Man unterscheidet verschiedene Ofenarten nach der Anwendung:
- Öfen zur Wärmegewinnung (siehe unteren Abschnitt Heizen und Zimmerofen) – ein Ofen gibt seine Wärme überwiegend direkt an die Umgebung ab, bei Heizanlagen spricht man von Kessel
- Öfen für die Stromgewinnung (Thermisches Kraftwerk)
- Thermoprozessanlagen: Dabei handelt es sich um eine der wichtigsten Anwendungen von Öfen neben der Wärme- und Stromerzeugung. 1995 wurden 38 % des deutschen industriellen Energieverbrauchs durch Thermoprozessanlagen verursacht.
  - Schmelzofen, zum Ausschmelzen des Rohmetalls aus Erz:
    - Hochöfen zur Gewinnung von Roheisen
      - Rennofen, zum Ausschmelzen aus Eisenerz oder Raseneisenstein (historisch)
      - Tiegelofen zur Entkohlung von Eisen zu Stahl (historisch)
      - Kupolofen zur Herstellung von Gusseisen aus Roheisen und Schrott.
      - Lichtbogenofen elektrischer Ofen zur Stahlschmelze
      - Induktionsofen elektrischer Ofen, um Metalle zu erwärmen oder zu schmelzen

  - Glasfusingofen
  - Kalköfen für die Herstellung von Branntkalk aus Kalkstein.
  - Brennofen für das Brennen und Glasieren von Ziegeln, Keramik und Töpferwaren
    - Ziegelofen ist ein zum Ziegelbrennen benutzter Ofen, der früher oft mit Kalksteinen ausgemauert war.[1]

  - Kochherd – in der Küche spricht man von dem Ofen als Herd, siehe auch Kapitel Kochen
  - Backofen zum Backen von Brot, Kuchen und anderem Gebäck sowie zur Erwärmung von Speisen in Bäckereien, Gaststätten und Haushalten. In Haushalten ist der Backofen meist mit Gasbrennstellen oder elektrischen Herdplatten in einem Gerät kombiniert. Eine Zubereitung im Ofen kann durch Zusatz von au four (frz. im Ofen) angezeigt werden.

Industrieöfen umfassen Prozesse wie das Schmelzen, Anlassen, Härten, Tempern, Trocknen und Verformen von Werkstücken aus Metall, Ton, Glas und Kunststoff, Herstellung von Metallen (Schmelzprozesse und Pulvermetallurgie), Herstellung oder Behandlung von Stoffen für die Chemische-, Farben-, Holz-, Elektronik-, Fahrzeug- und Lebensmittelindustrie, aber auch Recycling, Bodenaufbereitung, Müllverbrennung. Deutschland ist neben den USA und Japan das wichtigste Herstellerland von Industrieöfen (in Deutschland gibt es etwa 270 Hersteller von Industrieöfen).

Verschiedene Ofenarten
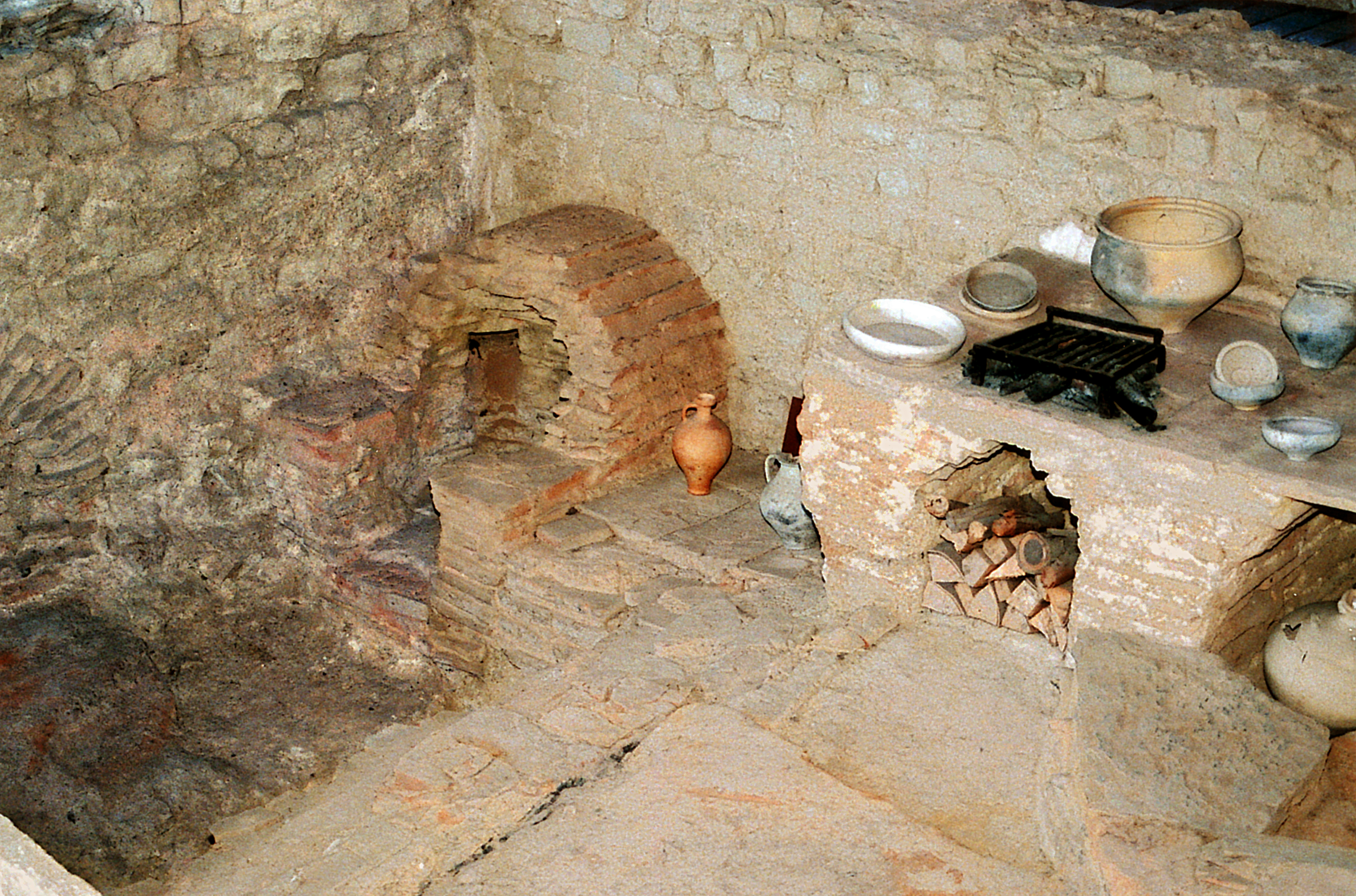
Backofen (links) in einem römischen Gasthaus bei Ahrweiler
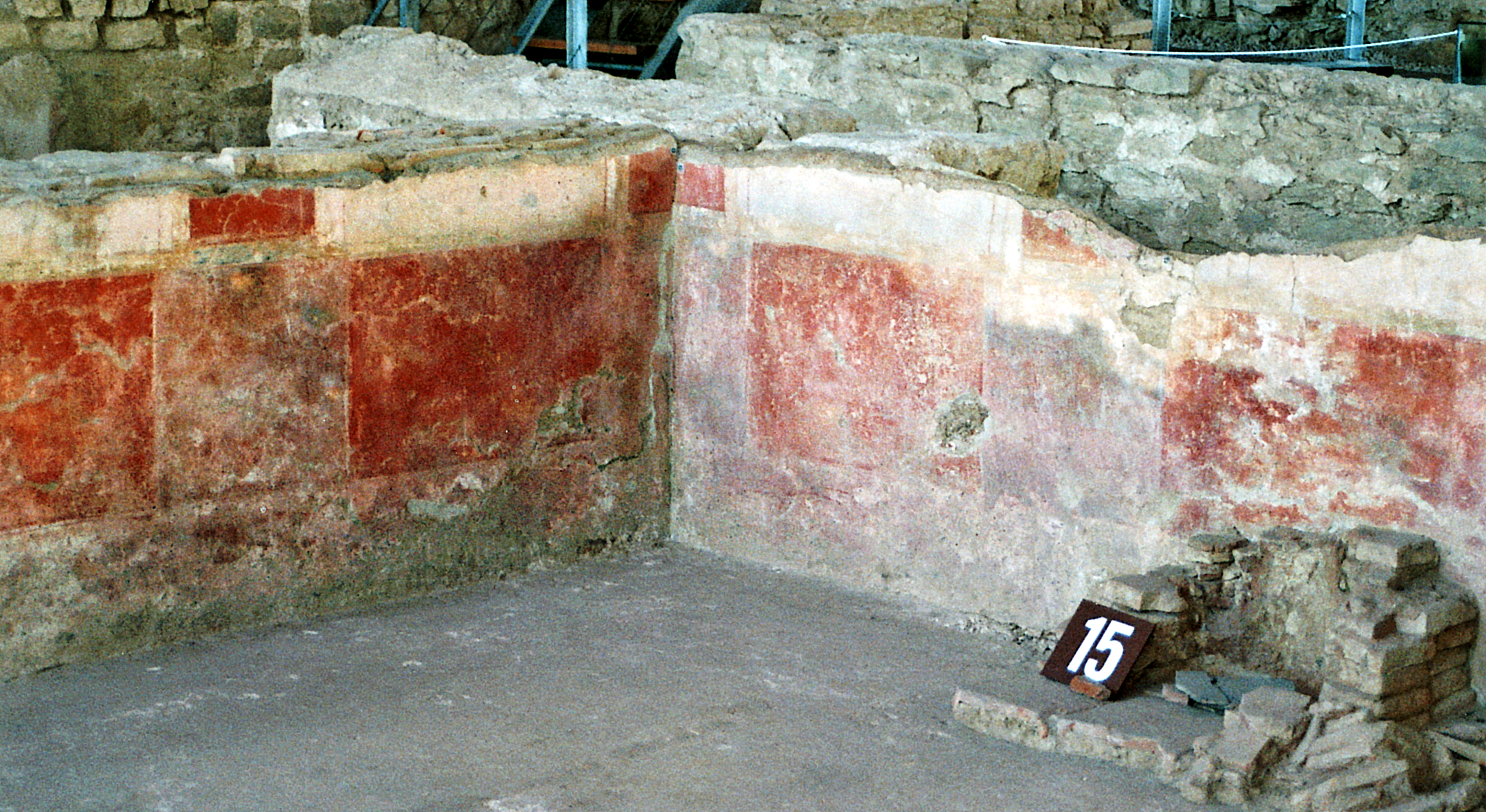
Heizofen (Nr. 15) in einem Raum der Römervilla von Bad Neuenahr-Ahrweiler
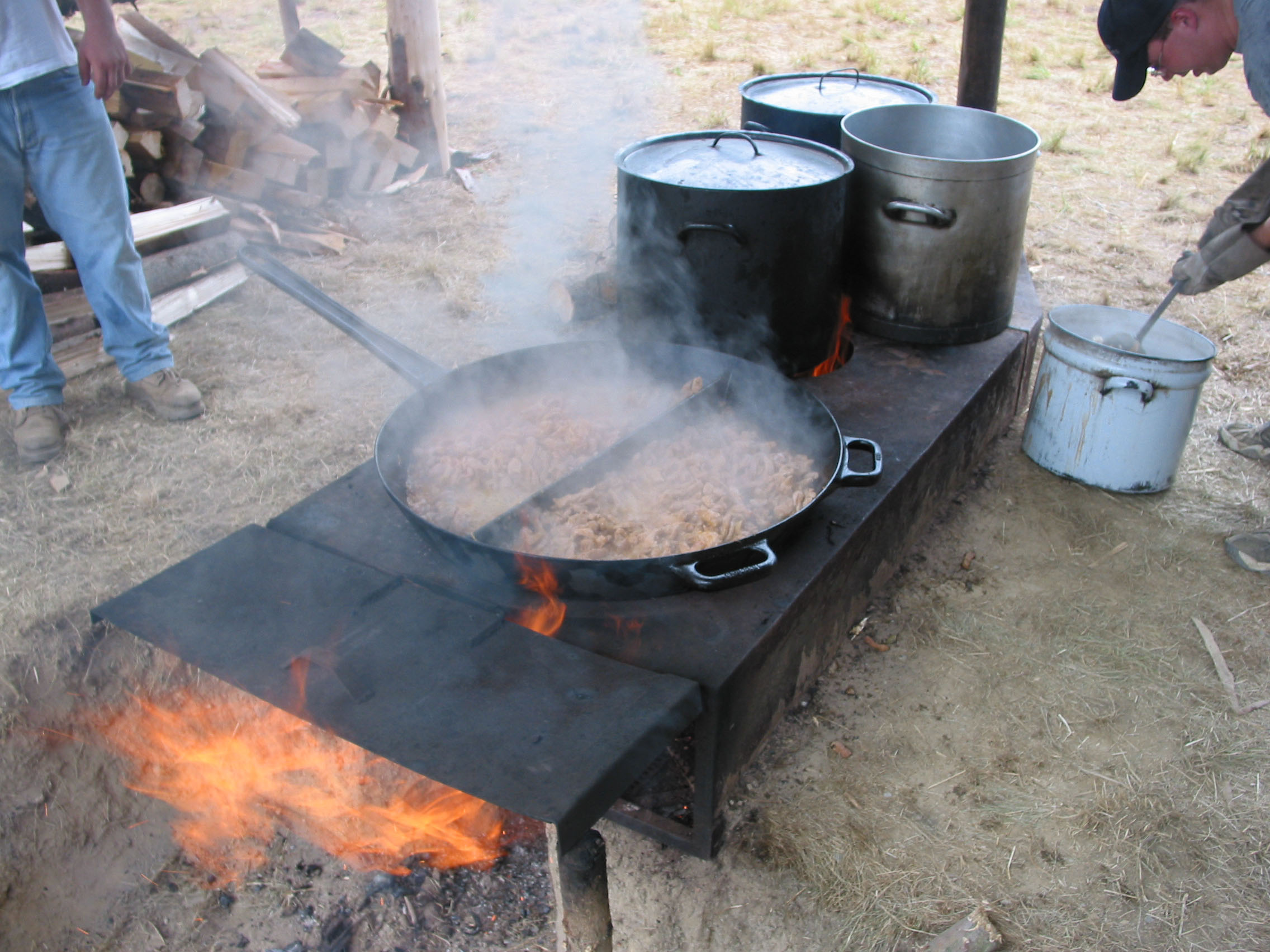
Holzbefeuerter Ofen zum Kochen in einem Zeltlager
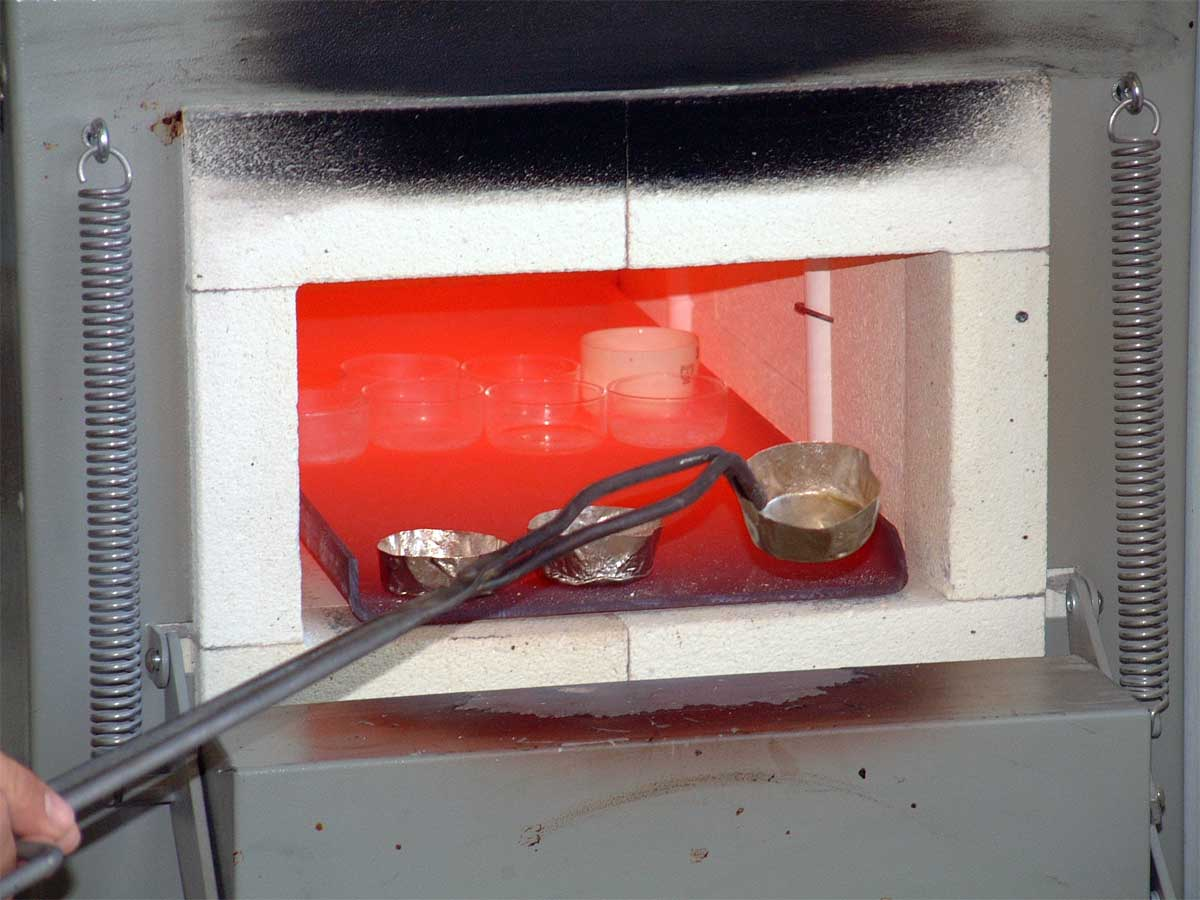
Muffelofen zur Mineralstoffbestimmung im Mühlenlabor

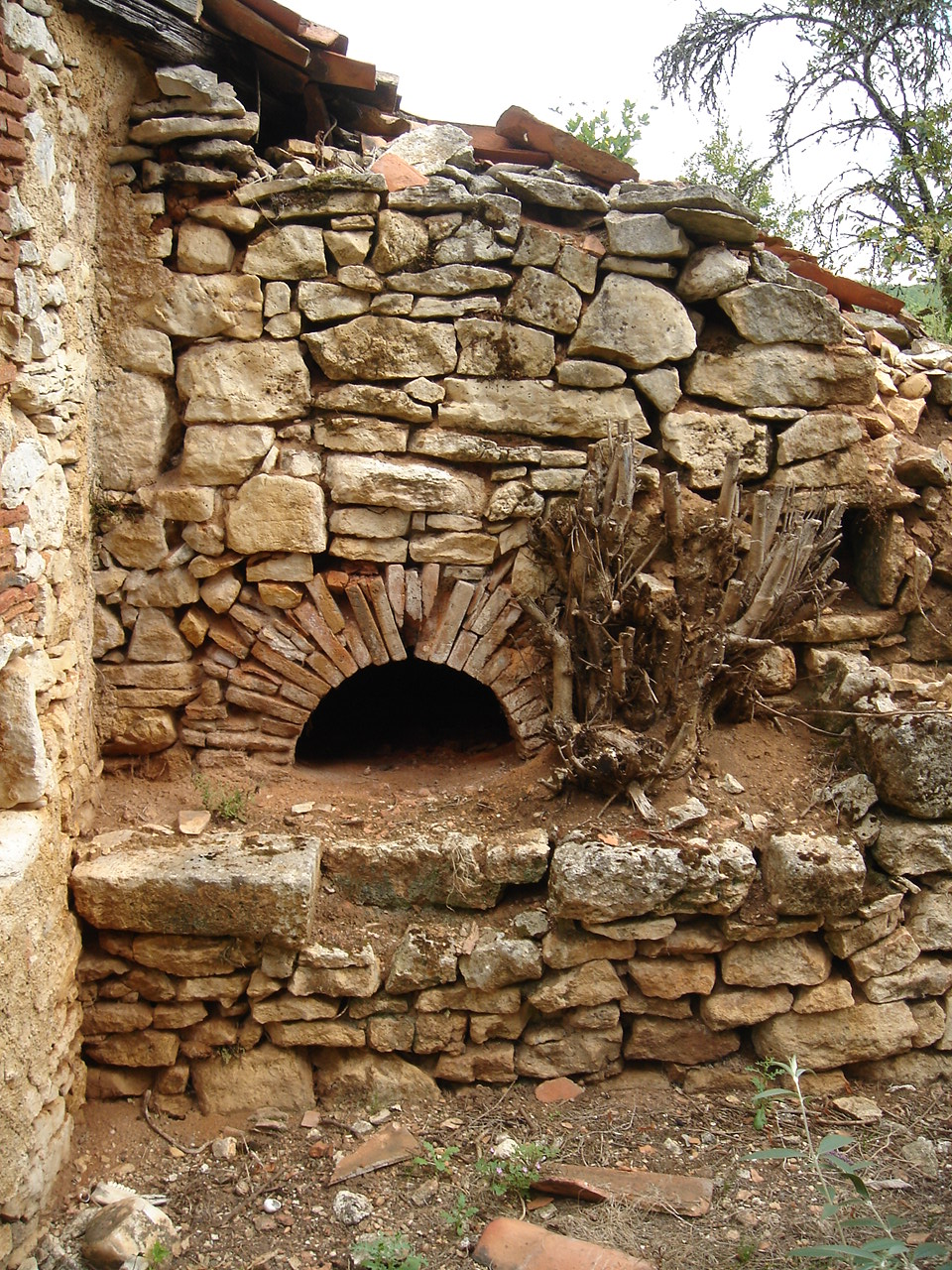
Brotbackofen auf einem Gehöft in Frankreich
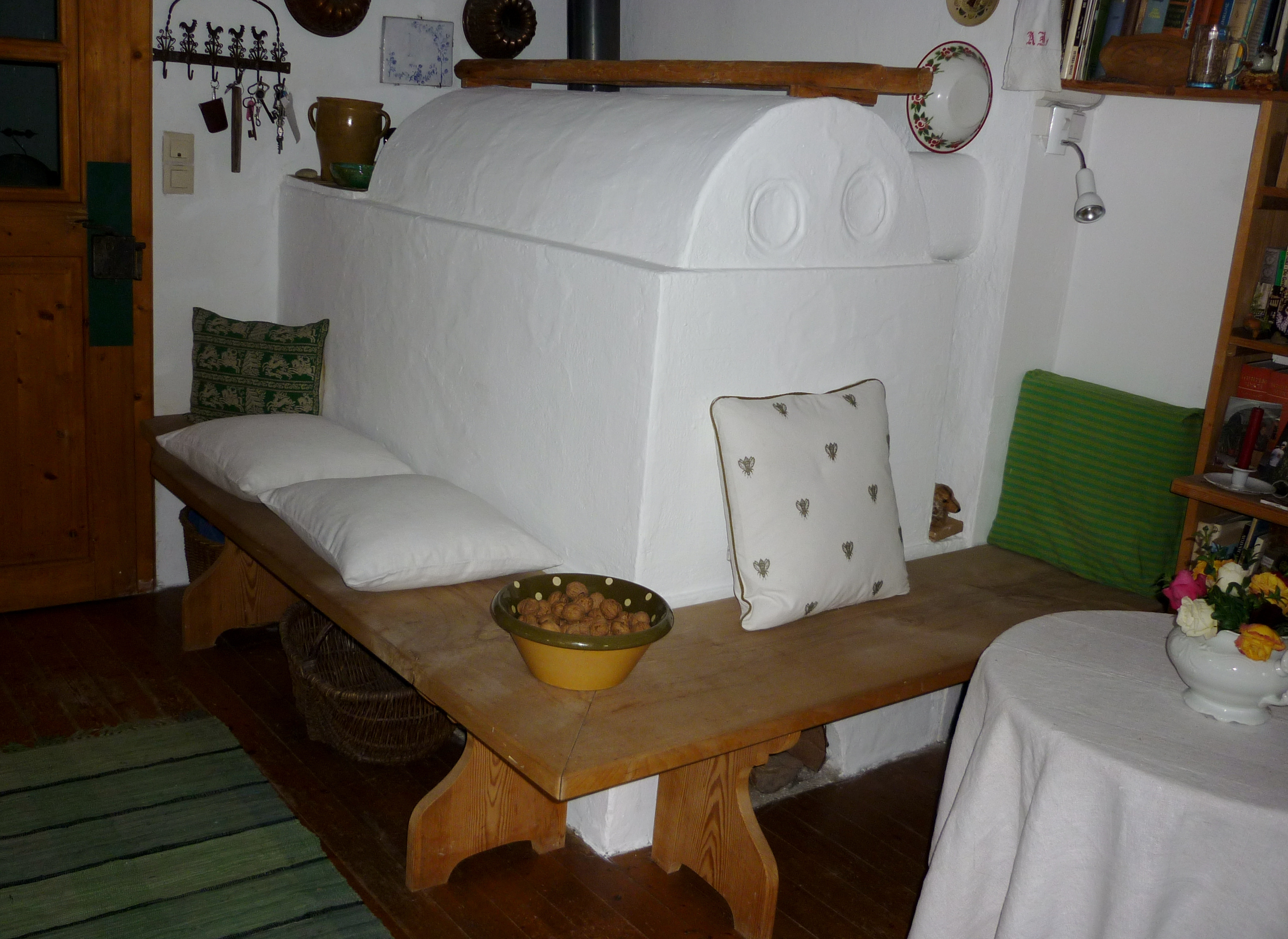
Ofenbank im Wohnzimmer eines Bauernhofes
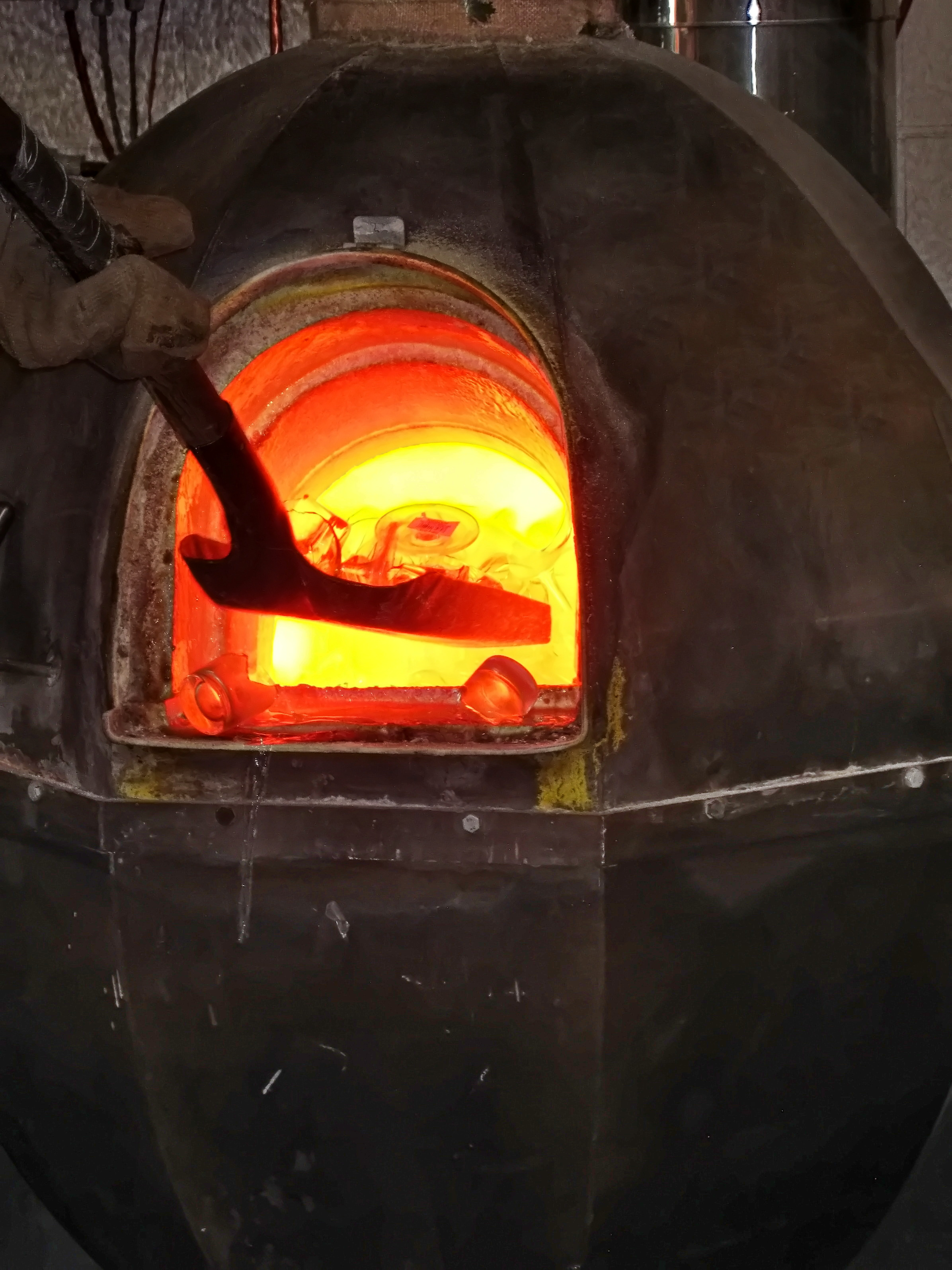
Schmelzofen mit Glasbruch in einer Glasmanufaktur
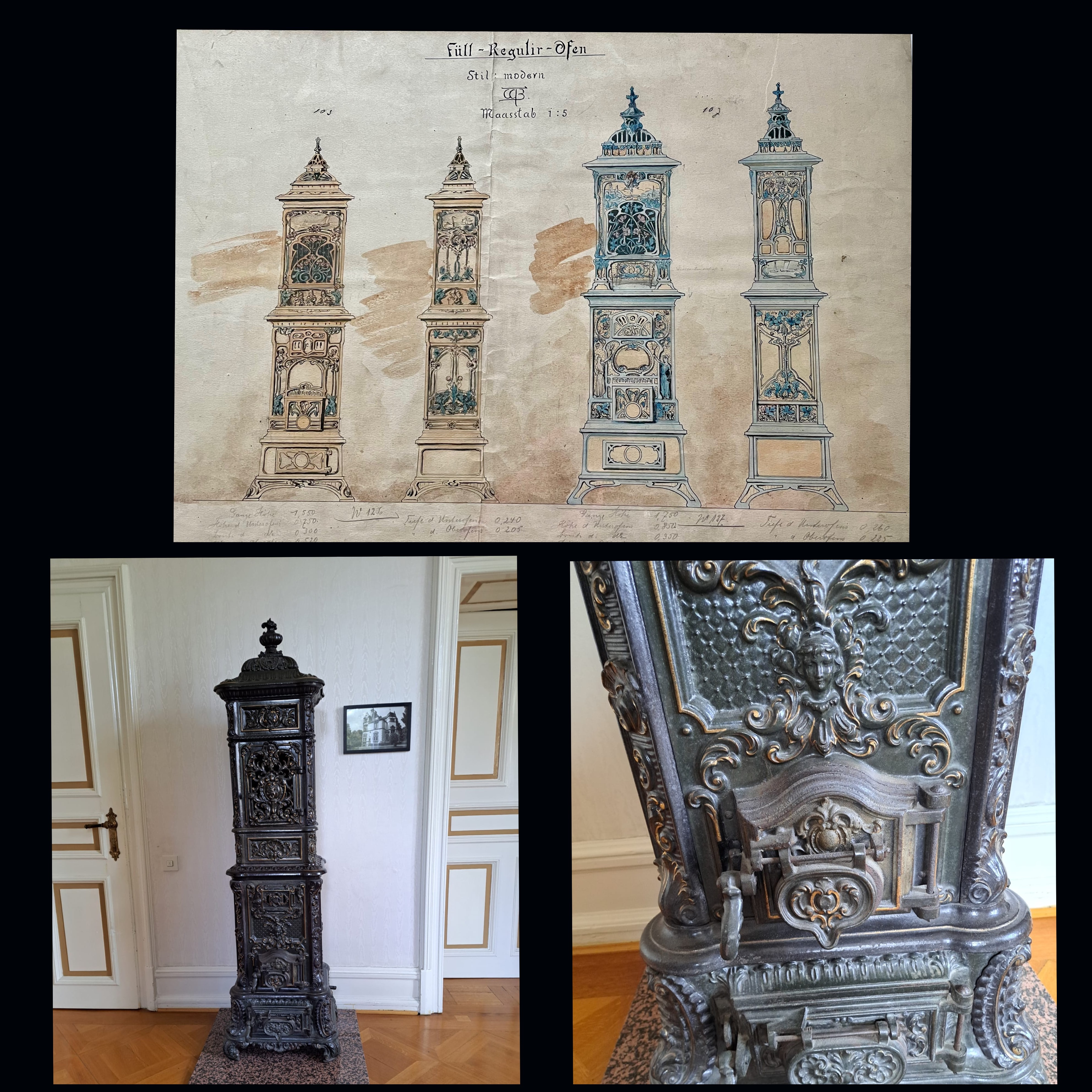
Füllregulierofen mit Wärmefach-Sammlung (Villa Haas, Neuhoffnungshütte)

## Heizen

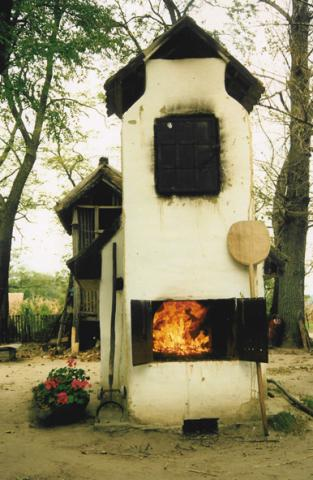
Ofen in Ungarn

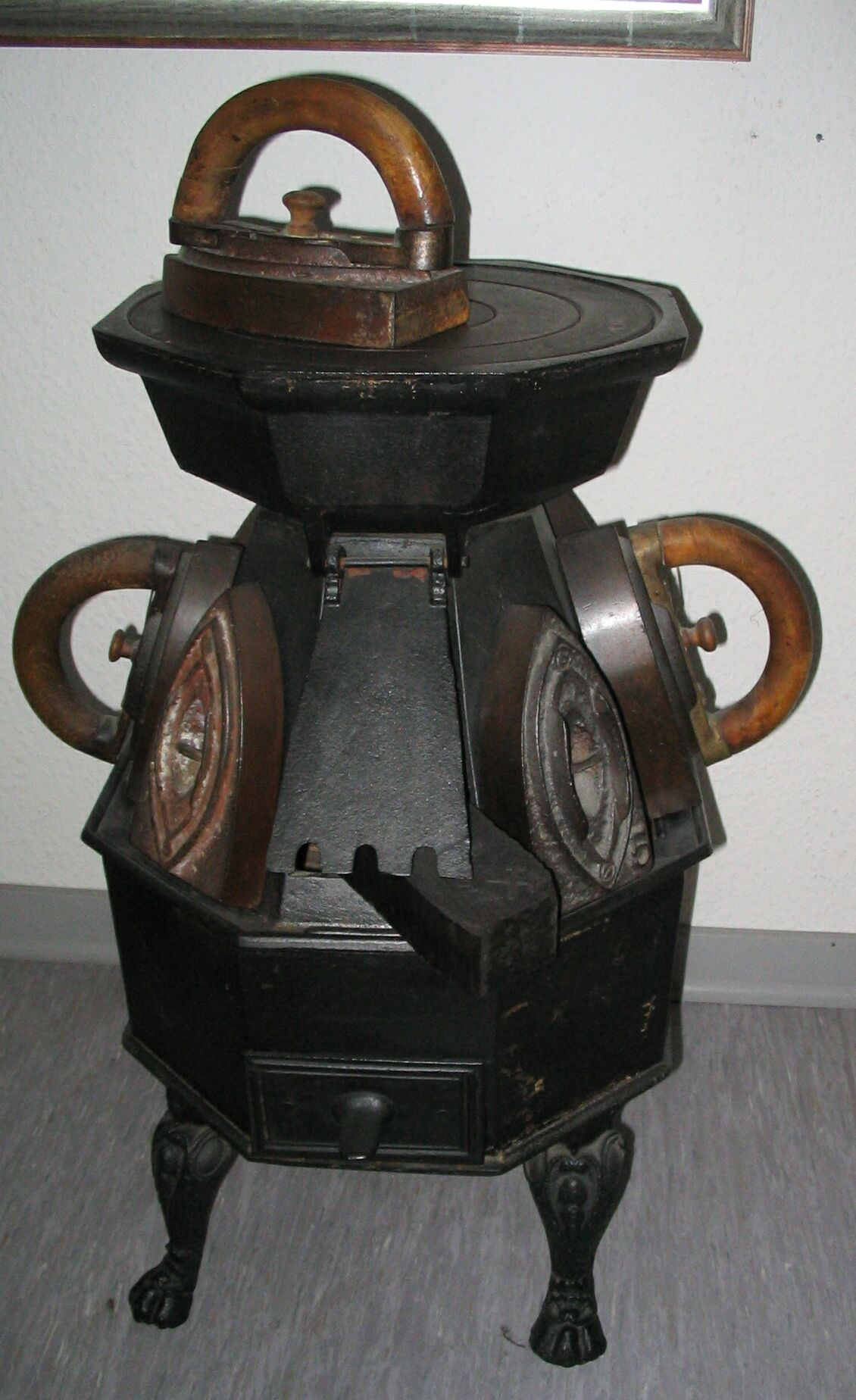
Alter Schneiderofen

Zimmerofen dienen als Wärmequelle von Räumen, die Bauformen reichen vom einfachen Holzofen bis zu Kamin- oder Kachelöfen.

### Nach Luftzufuhr
Unterschieden wird hier zwischen raumluftabhängiger und raumluftunabhängiger Luftzufuhr. Eine raumluftabhängige Feuerstelle z. B. ein (offener Kamin) bezieht den zur Verbrennung nötigen Sauerstoff aus dem Innenraum: Der Betrieb ist abhängig von der Raumluft. Im Gegensatz dazu wird eine raumluftunabhängige Feuerung mit Luft bzw. Sauerstoff von außen versorgt. Die Abkürzung für raumluftunabhängig ist RLU. Die Begriffe finden sich in Deutschland in der Feuerungsverordnung (FeuVO).
In älteren Gebäuden ist die Hülle des Hauses relativ undicht ausgeführt, so dass durch Leckagen an den Fenstern genügend Frischluft für die Verbrennung nachströmt. Bei der heute angewandten luftdichten Bauweise ist diese Frischluftzufuhr nicht mehr automatisch gewährleistet. Daher gibt es raumluftunabhängige Öfen und Feuerungsanlagen, denen die Verbrennungsluft über Leitungen oder Schächte zugeführt wird.

### Nach Baumaterial
- Beim Holzknechtofen (auch Finnenofen, Schwedenofen oder sibirischer Ofen) wird ein Stammholz mit einer mittigen Bohrung und seitlichen Luftschlitzen versehen. Der Ofen wird stehend zum Abbrennen gebracht.
- Der Kachelofen aus speziell geformten Keramikplatten oder (in der frühen Neuzeit) mehr oder weniger schüsselförmigen Kacheln
- Der aus Lehm gebaute Lehmofen

### Nach Art der Wärmeabgabe
- Ein Strahlungsofen (Grundofen) erwärmt seine Umgebung durch die nach außen dringende Brennwärme.
- Ein Warmluftofen gibt einen warmen Luftstrom an die Umgebung ab. Hierzu gehören auch Heizlüfter.

## Kochen
- Anagama sind aus dem ostasiatischen Altertum stammende, liegende Einkammer-Öfen.
- Der Brasero ist ein mobiler Ofen auf Kohle- oder Holzkohlebasis, der heute noch in Südamerika, etwa in Paraguay, zum Kochen benutzt wird.

## Wartung
- Um die Sicherheit eines Ofens zu gewährleisten empfiehlt die Innung der Kachelofen- und Luftheizungsbauer im Zentralverband Sanitär Heizung Klima (SHK) alle zwei bis vier Jahre einen Ofencheck.
- Insbesondere um auch eine optimale Verbrennung sicherzustellen, ist es ratsam, eine Ofenanlage jedes Jahr vor Beginn des Winters überprüfen zu lassen. So kann sichergestellt werden, dass über die Wintermonate effizient geheizt werden kann.

## Bau- und Betriebsformen

### Nach der Technik
- Dauerbrandofen
- Drehherdofen
- Drehrohrofen
- Durchlaufofen (auch Bandofen, Rollenherdofen oder Tunnelofen)
- Durchstoßofen
- Durchziehofen
- Fallschachtofen
- Herdwagenofen
- Hinterladerofen
- Hubbalkenofen
- Hubherdofen
- Kammerofen
- Kaminofen
- Kanonenofen
- Kuppelofen
- Muffelofen
- Paternosterofen
- Retortenofen
- Ringofen
- Schneckenofen
- Sesselherd
- Stoßofen
- Tiefofen
- Tischherd
- Trommelofen
- Zeitbrandofen
- Zirkulierofen

### Nach Energiequelle
- Ofen für feste Brennstoffe (Scheitholz, Holz-Hackschnitzel, Holz-Pellets, Holz-Sägespäne, Braunkohlebriketts, Steinkohle, Papierfaser-Briketts)
- Ofen für flüssige Brennstoffe, wie Öl, Benzin oder Petroleum
- Ofen zum Verbrennen von Gasen, wie Erdgas oder Butan
- Der Solarofen nutzt die Energie der Sonne, indem Wasser und Nahrungsmittel im Brennpunkt eines Spiegels erwärmt wird.
- Elektroöfen können wie Brennöfen für Keramikwaren über stromdurchflossene Widerstande (Heizelemente) oder im Fall von Elektroöfen der Stahlerzeugung über Lichtbogen und Stromfluss durch Stahlschrott oder -schmelze beheizt werden.

### Nach Zweck
- Backofen
- Heizofen
- Pizzaofen
- Toastofen
- Bügeleisenofen, vormals zum Erhitzen der Bügeleisen in der Schneiderei
- Kanonenofen
- Taschenofen als tragbare Wärmequelle
- Zeltofen, zur Beheizung eines Zeltes.

## Geschichte
In Mitteleuropa sind Öfen bereits seit der jungsteinzeitlichen bandkeramischen Kultur belegt. Brennöfen zum Brennen von Keramik gibt es spätestens seit der Urnenfelderkultur.
Bereits im 18. Jahrhundert gab es Brennholzknappheit und von Landesherren veranstaltete Wettbewerbe, in denen brennstoffsparende Öfen erfunden werden sollten. Eine neuere Entwicklung mit dem besten Wirkungsgrad bzw. der besten Energieausnutzung der häuslichen Holzheizung ist der Holzvergaser(ofen). Ein Holzvergaser mit geregelter Sekundärluft ist in der Lage, seinen Brennstoff sehr sauber und vollständig zu verbrennen.
Anordnungen unter Pfalzgraf Karl IV. aus dem Jahr 1772 dienten auch der Verhütung eines Brandes im Zusammenhang mit häuslichen Feuerstätten. Nach gleichzeitigen Bauvorschriften durften keine Holzschornsteine mehr errichtet, keine hölzernen Schläuche mehr eingebaut werden, die den Rauch der Feuerstätte zum Kamin zu leiten hatten, wie es auch untersagt wurde, Ofenrohre zum Fenster hinauszuführen.